# Sicus
Sicus là một chi ruồi trong họ Conopidae.

## Hình ảnh

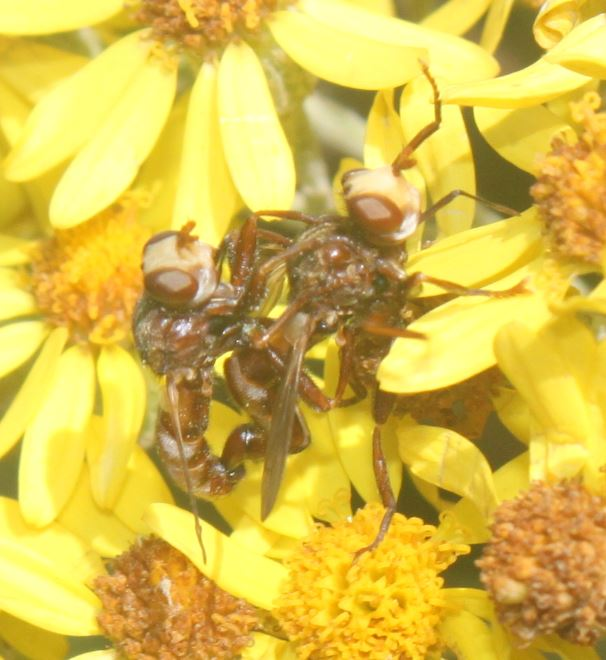
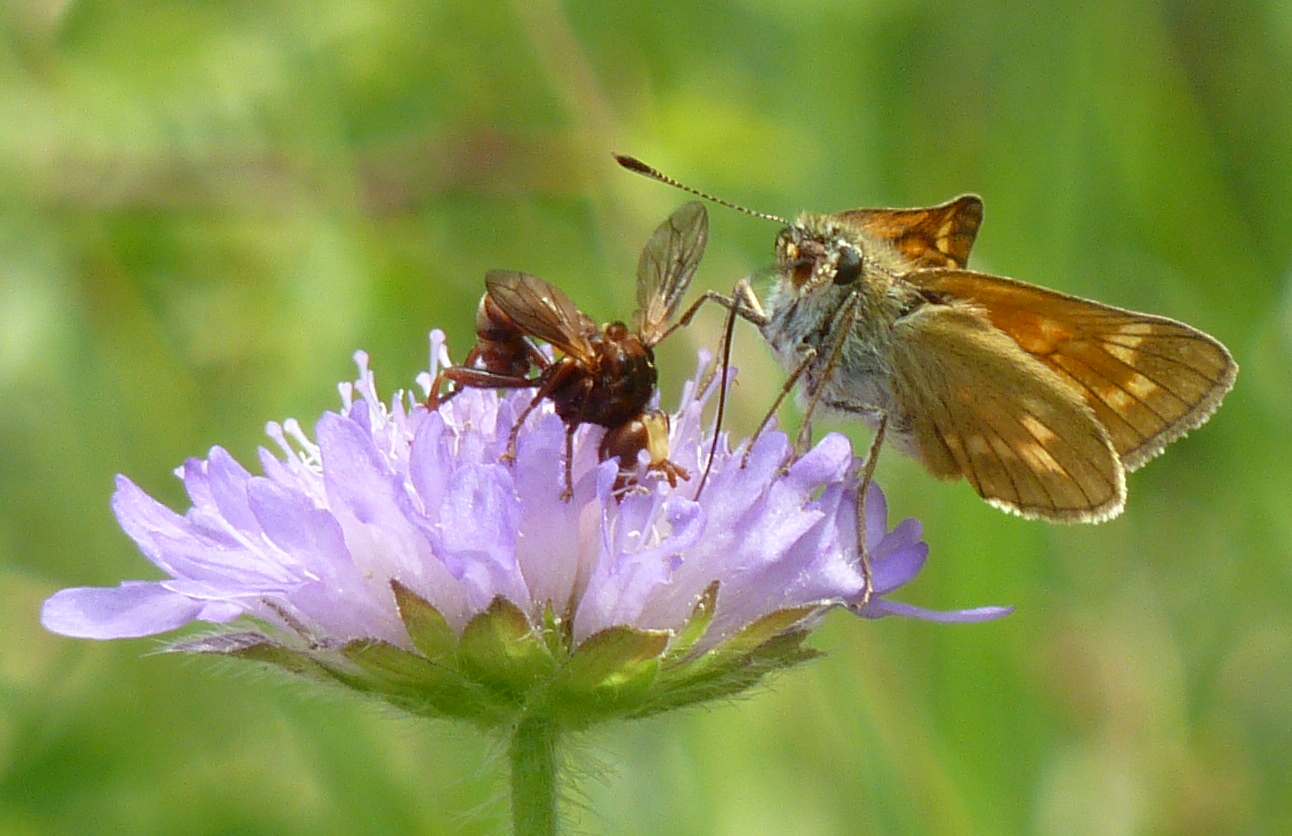
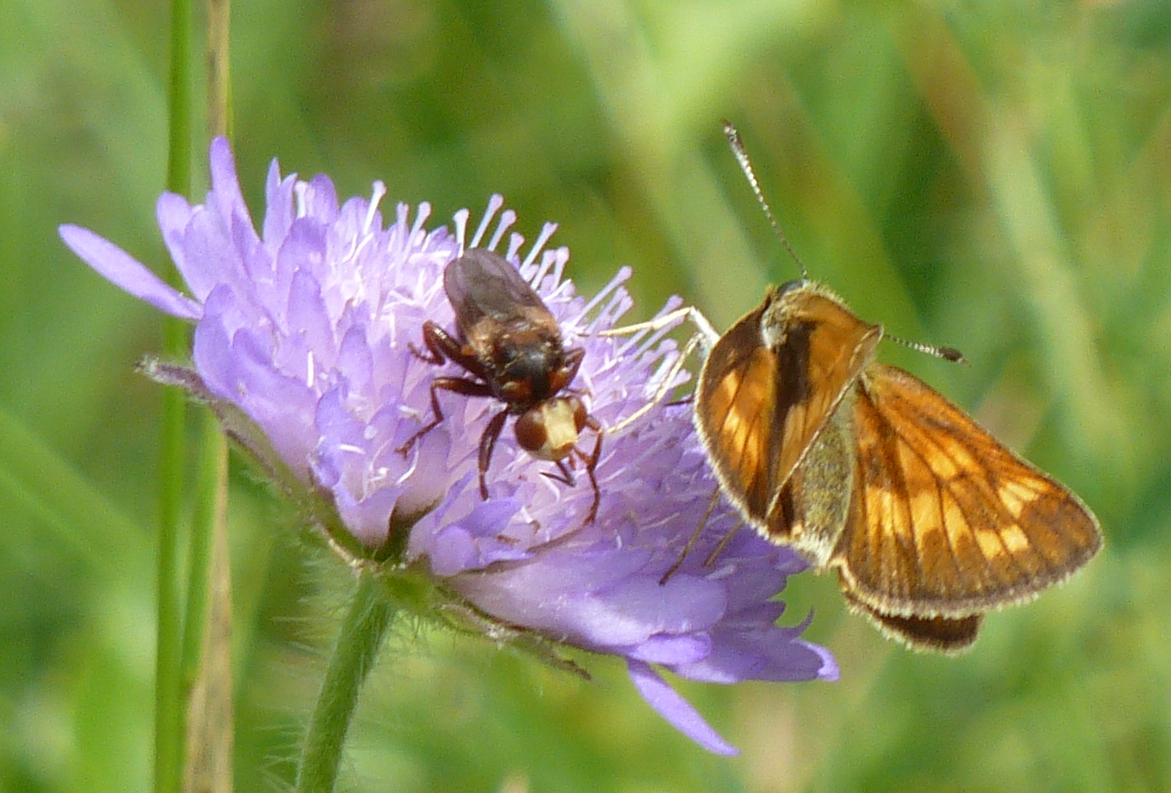
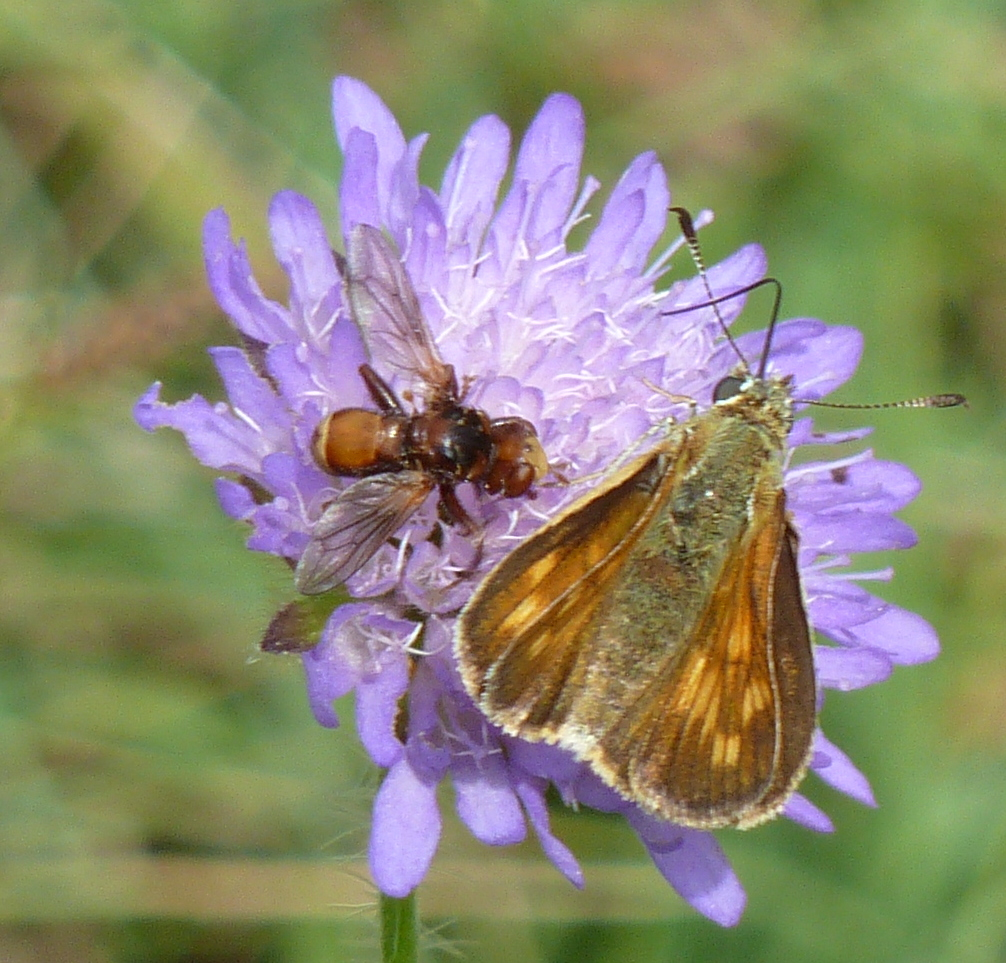

## Các loài
- S. abdominalis Kröber, 1915
- S. alpinus Stuke, 2002
- S. ferrugineus (Linnaeus, 1761)
- S. fusenensis Ôuchi, 1939
- S. nigritarsis Zimina, 1975